# 紫云英岩黄耆
紫云英岩黄耆（学名：Hedysarum pseudastragalus）为豆科岩黄耆属下的一个种。

## 扩展阅读
維基物種上的相關：紫云英岩黄耆